# 莫三比克伊斯蘭動亂
莫三比克伊斯蘭動亂是莫三比克德尔加杜角省現在進行中的武裝衝突，為伊斯兰主义的武裝組織圣训捍卫者與莫三比克國防軍對抗，目標為在莫三比克建立一個伊斯蘭國。衝突中平民也多次成為伊斯蘭武裝的攻擊對象。
伊斯蘭武裝組織圣训捍卫者名稱的意思即為「捍衛聖行的人」，其名稱與2003年至2007年在伊拉克與美軍對抗的民兵組織圣训捍卫者相同。另外當地人因其成員多為年輕人而稱其為「青年黨」，但其與索馬利亞的青年黨是兩個不同的組織。聖訓捍衛者的成員使用的語言包括莫三比克的官方語言葡萄牙語、當地語言姆瓦尼語以及大湖地区通用的斯瓦希里语，他們多來自莫三比克北部的濱海莫辛布瓦、帕爾馬與馬科米亞等地，也有成員來自坦桑尼亚與索馬利亞。
俄羅斯官方媒體塔斯社報導指俄羅斯與莫三比克政府於2017年1月簽署了一個軍事與科技的合作協議，使俄羅斯以反恐战争的名義，對莫三比克提供軍事裝備的援助。

## 背景
圣训捍卫者約於2015年在莫三比克北部的德尔加杜角省出現，由肯亞伊斯蘭主義的神職人員阿布德·罗戈之追隨者所組成。該組織認為莫三比克的伊斯蘭教已墮落，背離了先知穆罕默德的教誨，因此其成員會持武器進入清真寺，強迫其他穆斯林遵守其極端的信仰。該組織也是反基督教與反西方的，並禁止人們進入醫院、學校等其認為「反伊斯蘭、世俗」的場所。該組織不被多數當地人所認同，因而建立了自己的禮拜場所，並漸漸走向暴力，要求在莫三比克實行伊斯蘭教法、不承認莫三比克政府，並在該國北部的蒙特普埃茲區、馬科米亞區與濱海莫辛布瓦區建立秘密的基地，其武裝人員由對政府不滿的前警員、前邊界守衛等訓練。圣训捍卫者也與東非的其他伊斯蘭極端組織有所聯繫，有報導指出他們花錢從索馬利亞、坦桑尼亞與肯亞的青年黨招募僱傭兵，也有些成員前往其他國家接受軍事訓練。
圣训捍卫者不是一個統一的組織，而是分成許多支部，且彼此間少有一致的行動。截至2018年8月，莫三比克警方已辨認出五名首腦。另外該組織的資金來源為走私海洛因、象牙等禁運品。
雖然宗教在當地動亂中扮演一定角色，但有分析指出最重要的因素是莫三比克嚴重的社會、經濟與政治問題。年輕人的高失業率是造成他們加入伊斯蘭極端組織的主因，且圣训捍卫者聲稱其宗旨為「以伊斯蘭對抗腐敗的菁英統治」，該國越發激化的貧富差距也造成年輕人易被這樣的信條所吸引。

## 冲突
德尔加杜角省衝突始于2017年。2020年3月23日，被當地人称为「青年党」的伊斯兰武装短暂占领滨海莫辛布瓦。2020年上半年，德尔加杜角省至少发生195起暴力袭击事件。8月12日，圣训捍卫者再度占领滨海莫辛布瓦。9月，武装分子攻击莫辛布瓦邻近岛屿瓦米兹岛（Vamizi Island）和梅坤戈岛（Mecungo Island），将滨海别墅、饭店全部夷为平地。
截至2020年9月，德尔加杜角省的衝突造成超过1400人丧生，20多万人流离失所。同年11月，伊斯蘭國在莫三比克足球場斬首殺害50人。
2021年3月24日伊斯蘭國武裝分子開始進攻帕爾馬，並於29日宣布已控制該城市，數日後政府軍奪回了帕爾馬。
2021年7月，盧旺達派兵1000人到莫桑比克。同月博茨瓦納派出近300名士兵到莫桑比克。

## 戰爭罪行
衝突中叛軍犯下多起針對平民的戰爭罪行，莫三比克國防軍也被控虐待被捕的武裝分子，並有錄影流出，國際特赦組織認為錄影為真，莫三比克國防部發言人奧馬爾·薩蘭加（Omar Saranga）則指錄影為叛軍假造。